# Фонтаны монастыря Сурб-Хач
Фонтаны XVIII—XIX веков входят в состав комплекса монастыря Сурб-Хач — монастырского комплекса Армянской апостольской церкви в Крыму. Комплекс расположен на три с половиной километра к юго-западу от города Старый Крым, на высоте пятьсот метров над уровнем моря, на склоне горы Грыця.

## Описание достопримечательности

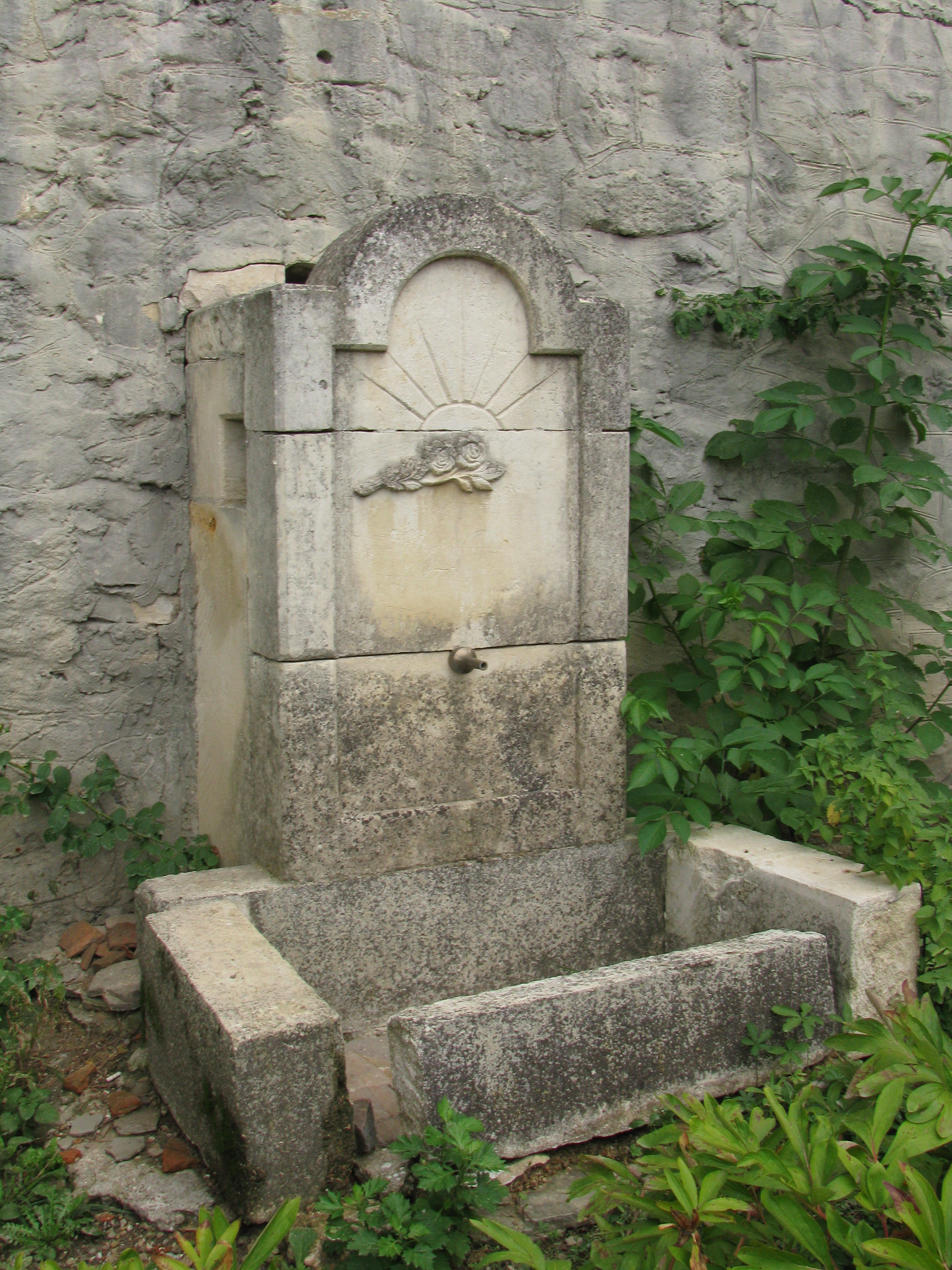
Недействующий фонтан в центральном дворике обители

Фонтанов в монастыре было несколько. Один во внутреннем дворике под лестницей не сохранился. Один из фонтанов (не действует) был построен в центральном дворике обители. Два внешних фонтана находятся на террасах к северо-западу от монастырского комплекса. При монастыре был заложен сад с несколькими террасами на пологом горном склоне.
На территории бывшего монастырского сада, расположенного на искусственных террасах (сохранились четыре, с подпорными стенами) на склоне горы, на юго-запад от зданий монастыря, расположены два фонтана с бассейнами, а ниже — еще один небольшой источник (всех вместе их также иногда называют «источниками»). Спускаться к фонтанам с внешнего, открытого двора монастыря, надо направо, пятимаршевыми каменными ступенями. Все они питаются подведенной керамическими трубами водой природных источников, которые расположены выше по склону.

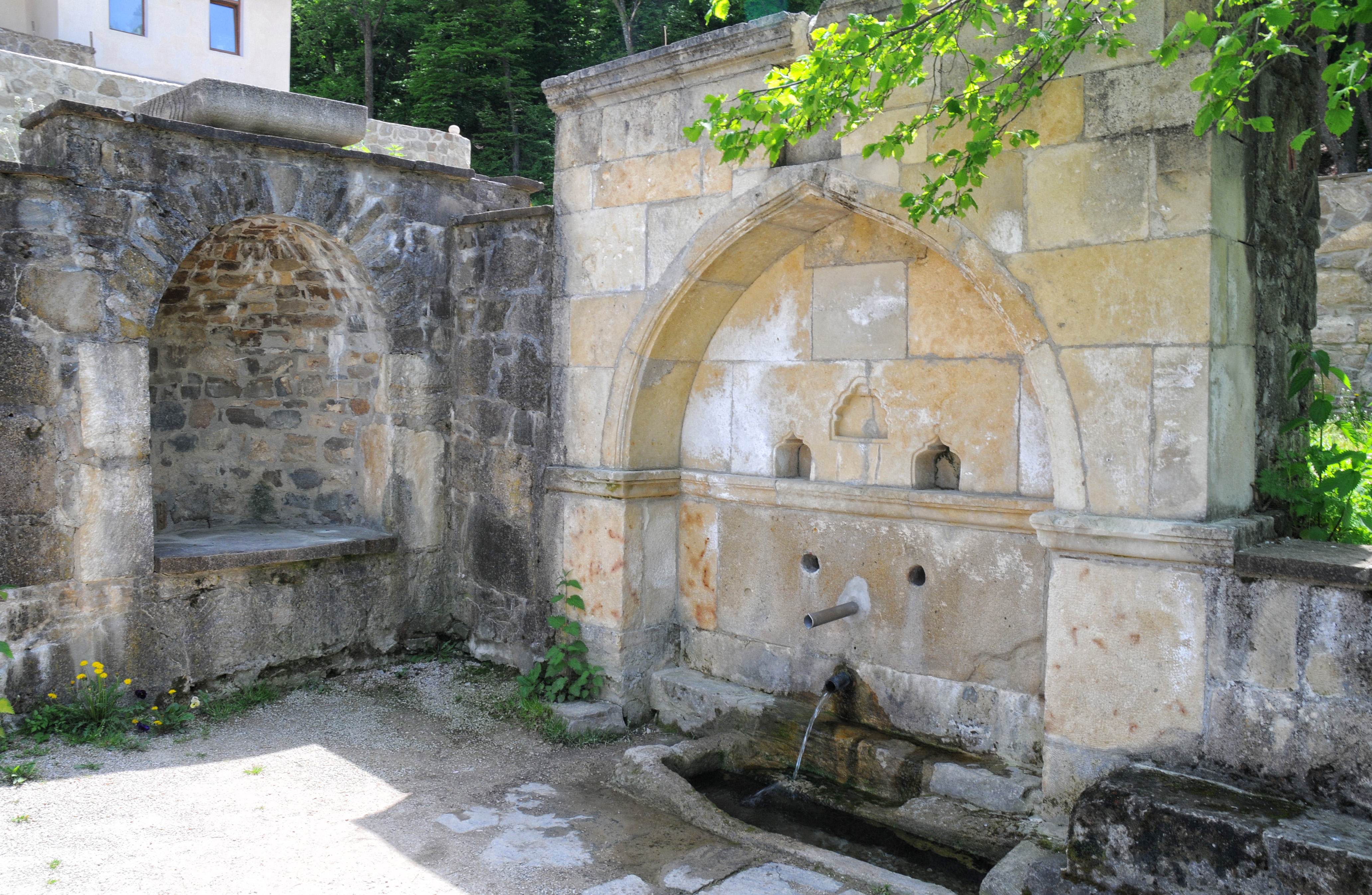
Верхний фонтан

Фонтаны построены по общему принципу — прямоугольное сооружение с декорированным фасадом и глухими стенами, к которой примыкает цистерна. Целебные свойства их кристально чистых, холодных вод известны с древнейших времен.

Первый из фонтанов датируют XVIII—XIX веками. Фасад его с аркой сложен из хорошо обработанных блоков камня-известняка. Верх фасада обрамлен профильным карнизом. Когда-то в него была вставлена мраморная плита с изображением латинского креста, клобука и ангелов над облаками. Сейчас она похищена. Оформление фонтана и его архитектура типичные для армянского искусства, подобных сооружений немало и в самой Армении.

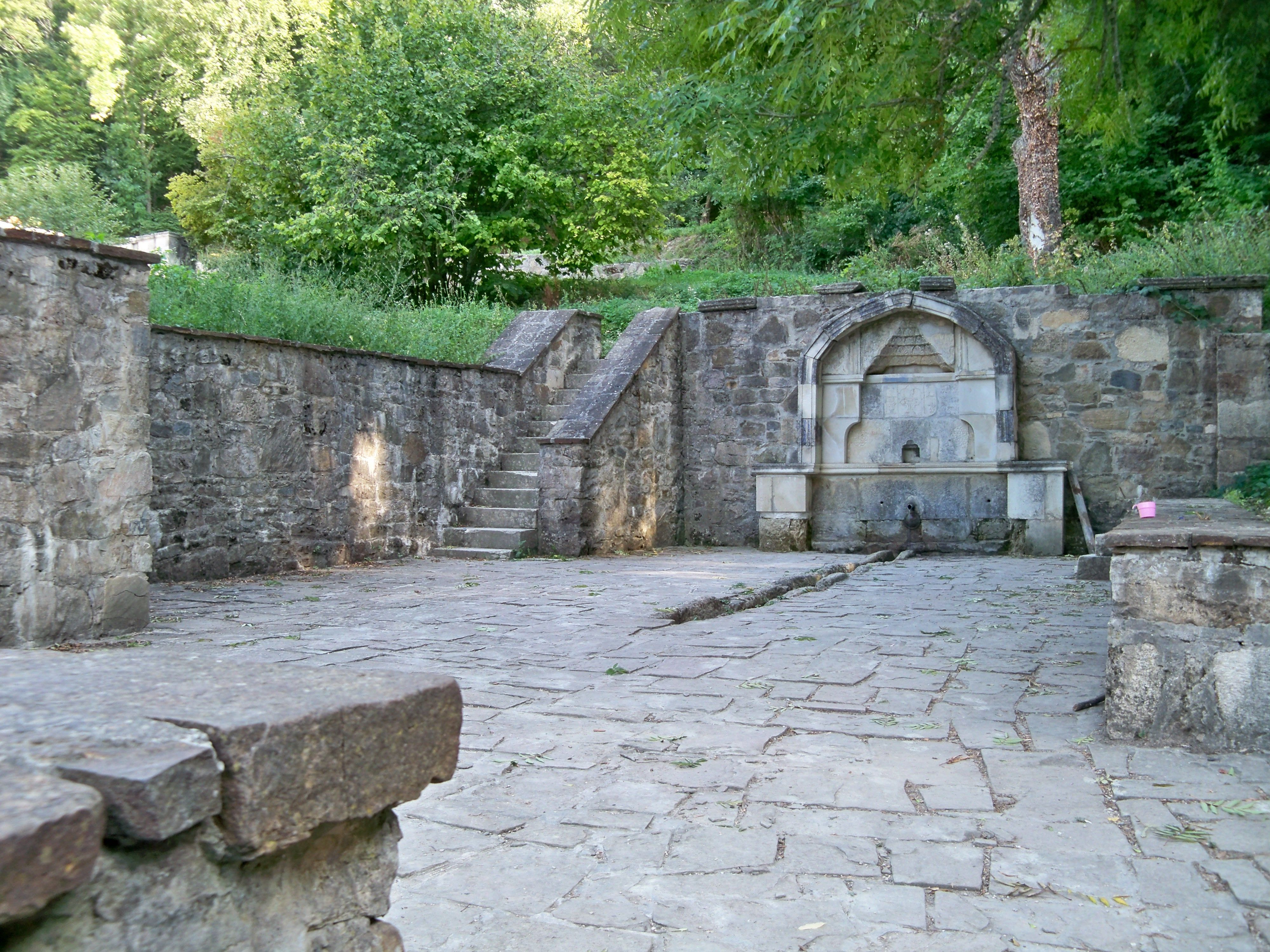
Терраса с нижним фонтаном

Второй фонтан украшен резной «сталактитовою» нишей. В него встроен хачкар XIII—XIV веков с изображениями неизвестных святых. Нижний источник представляет собой просто трубу, из которой вытекает вода верхнего.